# 関ジャニ∞の元気が出るCD!!
『関ジャニ∞の元気が出るCD!!』（かんジャニエイトのげんきがでるシーディー）は、関ジャニ∞の8枚目のフル・アルバム。2015年11月11日にINFINITY RECORDSから発売された。

## 概要
- 前作『関ジャニズム』から約1年振りのリリース。
- CDは初回限定盤A・B、通常盤の3形態で発売。
- シングル曲「言ったじゃないか/CloveR」「がむしゃら行進曲」「強く 強く 強く」「前向きスクリーム!」の他、メンバーの渋谷すばるが作詞を手掛けた「韻踏ィニティ」、村上信五が作詞、安田章大が作曲を手掛けた「バリンタン」、メンバー7人がリレー形式で作詞・作曲を手掛けた「元気が出るSONG」など、全形態共通で全15曲を収録[15]。
  - OKAMOTO'S、KANA-BOONの谷口鮪、サンボマスターの山口隆から楽曲提供された新曲も収録[13][15]。
    - 楽曲提供の詳細は本項「#収録曲」及び「#楽曲提供者」を参照。

  - 通常盤の特典CDには、丸山・安田・大倉、横山・錦戸、渋谷・村上のユニット曲に加え、村上のソロプロジェクト『TAKATSU-KING』の楽曲に関ジャニ∞がフィーチャリングゲストとして参加した、「KING feat.関ジャニ∞」名義の楽曲「LOVE & KING」を収録[15]。
    - 同ユニットの組み合わせは後述の初回限定盤Bの特典映像にて決められた。
- 初回限定盤には、バラエティ番組『天才・たけしの元気が出るテレビ!!』の演出を担当したテリー伊藤が監修による特典DVDを付属[14]。
  - 初回限定盤Aには、メンバーが日本最北端の稚内市から自身のライブツアー『関ジャニ∞の元気が出るLIVE!!』の初日公演の会場がある札幌市まで北海道の各地を旅し、その過程で全員で前述の楽曲「元気が出るSONG」を作り上げるドキュメント映像「関ジャニ∞ 7人集合 元気が出る夏休み in 北海道」を収録[13]。
  - 初回限定盤Bの特典DVDには、上述の北海道旅行から帰ろうとしたメンバーをテリー伊藤がとある場所へ連行し、「メンバー内の結束力を高める」というコンセプトのもと、ユニットごとに分かれて過酷な競技にチャレンジするバラエティ企画映像「関ジャニ∞ 7人集合 元気が出る運動会」を収録[13]。
- 初回限定盤と通常盤の初回プレス分には、本作または翌月に発売された34thシングル『侍唄 (さむらいソング)』の連動企画として、オリジナル手帳「エイターの元気が出る手帳」（2016年度）が当たる『関ジャニ∞の元気が出る歳末応募キャンペーン!!』に応募出来る「キャンペーン応募ID」が封入された[16]。
  - 同キャンペーンに外れた場合は、「元気が出る動画」がストリーミング再生で視聴可能だった[16]。
- 2024年1月24日、デビュー20周年を記念し、過去にリリースされた全楽曲が各種音楽ダウンロードサービス、サブスクリプションサービスで配信されることに伴い、本作の配信も開始された[17][18][19]。

### 各形態概要
| ＃ | 曲名                       |
| -- | -------------------------- |
| 1  | High Spirits               |
| 2  | 勝手に仕上がれ             |
| 3  | がむしゃら行進曲           |
| 4  | 韻踏ィニティ               |
| 5  | バリンタン                 |
| 6  | 強く 強く 強く             |
| 7  | スペアキー                 |
| 8  | CloveR                     |
| 9  | ナイナイアイラブユー       |
| 10 | WASABI                     |
| 11 | ナントカナルサ             |
| 12 | 前向きスクリーム!          |
| 13 | 言ったじゃないか           |
| 14 | ふりむくわけにはいかないぜ |
| 15 | 元気が出るSONG             |

| ＃ | 曲名                                                  | 形態             |
| -- | ----------------------------------------------------- | ---------------- |
| 1  | my store 〜可能性を秘めた男たち〜（丸山・安田・大倉） | 通常盤（特典CD） |
| 2  | バナナジュース（横山・錦戸）                          | 通常盤（特典CD） |
| 3  | 渇いた花（渋谷・村上）                                | 通常盤（特典CD） |
| 4  | LOVE & KING（KING feat. 関ジャニ∞）                   | 通常盤（特典CD） |

| 特典内容                            | 形態                   |
| ----------------------------------- | ---------------------- |
| キャンペーン応募ID                  | 全形態（初回プレス分） |
| 特典DVD（詳細は「#特典DVD」を参照） | 初回限定盤A            |
| 特殊パッケージ仕様                  | 初回限定盤A            |
| 元気が出るPHOTO BOOK〜夏休み編〜    | 初回限定盤A            |
| 特典DVD（詳細は「#特典DVD」を参照） | 初回限定盤B            |
| 特殊パッケージ仕様                  | 初回限定盤B            |
| 元気が出るPHOTO BOOK〜運動会編〜    | 初回限定盤B            |
| 特典CD（詳細は「#特典CD」を参照）   | 通常盤                 |
| 招き猫ステッカー                    | 通常盤（初回プレス分） |

## 販売形態
- 発売日：2015年11月11日
  - 初回限定盤A（JACA-5565~5566：CD+DVD）
    - 特殊パッケージ仕様
    - 元気が出るPHOTO BOOK〜夏休み編〜封入
    - キャンペーン応募ID封入

  - 初回限定盤B（JACA-5567~5568：CD+DVD）
    - 特殊パッケージ仕様
    - 元気が出るPHOTO BOOK〜運動会編〜封入
    - キャンペーン応募ID封入

  - 通常盤（JACA-5569~5570：2CD）
    - 招き猫ステッカー封入（初回プレス盤のみ）
    - キャンペーン応募ID封入（初回プレス盤のみ）
- 発売日：2019年7月12日
  - 通常盤：十五催ハッピープライス盤（JSNC-1596~1597：2CD）
    - 自身の配信アプリ『関ジャニ∞アプリ』対応のため、15%オフでの再発売。
- 発売日：2024年1月24日
  - 配信作品
    - デビュー20周年を記念した音楽ダウンロードサービスおよびサブスクリプションサービスでの配信[17][18][19]。

## チャート成績
- オリコンチャート
  - 初日186,443枚を売り上げ、2015年11月10日付の「オリコンデイリー CDアルバムランキング」で初登場1位を獲得した[1]。
  - 初週315,905枚を売り上げ、2015年11月23日付の「オリコン週間 CDアルバムランキング」で週間1位を獲得した[2][3]。
    - 8作連続、通算8作目のアルバム1位獲得となった[2]。
    - 初動売上が30万枚を突破するのは6thアルバム『JUKE BOX』以来2作振り、通算2回目である[2]。

  - 累計341,005枚を売り上げ、2015年11月度「オリコン月間 CDアルバムランキング」で月間2位を獲得した[4]。
    - 同チャートで自身のアルバムが1位を獲得するのは初である。

  - 累計348,197枚を売り上げ、2015年度「オリコン年間 CDアルバムランキング」で年間9位を獲得した[5]。
    - 同チャートで自身のアルバムがトップ10に入るのは3作連続、通算3作目である。
- Billboard JAPAN
  - 2015年11月18日公開の「Billboard Japan Hot Albums」で週間1位を獲得した[6]。
  - 2015年11月18日公開の「Billboard Japan Top Albums Sales」で週間1位を獲得した[7]。
  - 2015年度「Billboard Japan Hot Albums Year End」で年間5位を獲得した[8]。
  - 2015年度「Billboard Japan Top Albums Sales Year End」で年間7位を獲得した[9]。
    - 同チャートで自身のアルバムがトップ10に入るのは3作連続、通算3作目である。

## 収録曲

### CD
1. High Spirits (Instrumental) - [1:52]
作曲・編曲：Peach
  - 関ジャニ∞の演奏によるインスト曲。
2. 勝手に仕上がれ - [4:25]
作詞：オカモトショウ
作曲：オカモトショウ、オカモトコウキ
編曲：OKAMOTO'S
  - OKAMOTO'Sからの楽曲提供。
  - 2024年発売の11thアルバム『SUPER EIGHT』にて、改名に伴い一部の歌詞が変更された5人体制の再録バージョンが「"超"勝手に仕上がれ」のタイトルで収録された[20][21]。
3. がむしゃら行進曲 - [4:16]
作詞・作曲・編曲：Peach
ブラスアレンジ：YOKAN
  - 31stシングル
  - 日本テレビ系土曜ドラマ『地獄先生ぬ〜べ〜』主題歌[22]
4. 韻踏ィニティ - [3:35]
作詞：渋谷すばる
作曲：SHIKATA、KAY
編曲：久米康嵩
  - メンバーの渋谷すばるが制作した楽曲。
5. バリンタン - [3:37]
作詞：村上信五
作曲：安田章大
編曲：野間康介
  - メンバーの村上信五と安田章大が制作した楽曲。
6. 強く 強く 強く - [4:47]
作詞・作曲：前原利次
編曲：Peach
  - 32ndシングル
  - 日本テレビ系土曜ドラマ『ドS刑事』主題歌[23]
7. スペアキー - [4:23]
作詞：iroha
作曲：マシコタツロウ
編曲：大西省吾
8. CloveR - [4:31]
作詞・作曲：GAKU
編曲：Peach
  - 30thシングルの2曲目
  - 東宝配給映画『クローバー』主題歌[24]
9. ナイナイアイラブユー - [3:36]
作詞・作曲：金丸佳史
編曲：久米康嵩
10. WASABI - [3:53]
作詞・作曲：田中秀典
編曲：野間康介
11. ナントカナルサ - [4:05]
作詞・作曲：谷口鮪
編曲：大西省吾
  - KANA-BOONの谷口鮪からの楽曲提供。
12. 前向きスクリーム! - [4:28]
作詞：GAKU、渡辺潤平
作曲：GAKU
編曲：久米康嵩
  - 33rdシングル
  - 大塚製薬『オロナミンC』CMソング[25]
13. 言ったじゃないか - [4:57]
作詞：宮藤官九郎
作曲：峯田和伸
編曲：大西省吾、Peach
  - 30thシングルの1曲目
  - TBS系日曜劇場『ごめんね青春!』主題歌[26]
  - グループ魂の宮藤官九郎、銀杏BOYZの峯田和伸からの楽曲提供。
14. ふりむくわけにはいかないぜ - [4:52]
作詞・作曲：山口隆
編曲：Peach
  - サンボマスターの山口隆からの楽曲提供。
15. 元気が出るSONG - [4:40]
作詞・作曲：関ジャニ∞
編曲：錦戸亮、Peach
  - 関ジャニ∞自身で制作した楽曲。
  - 同曲を制作している様子が本作初回限定盤Aの特典DVDに収録されている。

### 特典CD（通常盤）
1. my store 〜可能性を秘めた男たち〜 / 丸山隆平・安田章大・大倉忠義 - [3:51]
作詞：関ジミ3[注 1]
作曲：TAKESHI、丸山隆平
編曲：高橋浩一郎
  - 丸山・安田・大倉のユニット曲。
  - 丸山と安田と大倉自身が制作した楽曲。
2. バナナジュース / 横山裕・錦戸亮 - [3:43]
作詞：錦戸亮
作曲：岡本修
編曲：大西省吾
ブラスアレンジ：YOKAN
  - 横山・錦戸のユニット曲。
  - 錦戸自身が制作した楽曲。
3. 渇いた花 / 渋谷すばる・村上信五 - [4:29]
作詞・作曲：コダマックス
編曲：大西省吾、佐藤真吾
  - 渋谷・村上のユニット曲。
  - 3rdアルバム『PUZZLE』収録曲のカバー
  - 原曲は7人での歌唱だが、本作ではリアレンジされ、渋谷と村上の2人のユニット曲として再レコーディングされた。
4. LOVE & KING / KING feat.関ジャニ∞ - [3:52]
作詞・作曲・編曲：Peach
  - 村上の「KING feat.関ジャニ∞」名義のソロ曲。
  - 村上を除く関ジャニ∞の6人のメンバーがフィーチャリングゲストとして一部参加している。

### 配信
配信限定作品。2024年1月24日に配信された。
1. High Spirits (Instrumental)
2. 勝手に仕上がれ
3. がむしゃら行進曲
4. 韻踏ィニティ
5. バリンタン
6. 強く 強く 強く
7. スペアキー
8. CloveR
9. ナイナイアイラブユー
10. WASABI
11. ナントカナルサ
12. 前向きスクリーム!
13. 言ったじゃないか
14. ふりむくわけにはいかないぜ
15. 元気が出るSONG
16. my store 〜可能性を秘めた男たち〜 / 丸山隆平・安田章大・大倉忠義
17. バナナジュース / 横山裕・錦戸亮
18. 渇いた花 / 渋谷すばる・村上信五
19. LOVE & KING / KING feat. 関ジャニ∞

### 特典DVD

#### 初回限定盤A
| #         | タイトル                                                  | 作詞   | 作曲・編曲 | 時間  |
| --------- | --------------------------------------------------------- | ------ | ---------- | ----- |
| 1.        | 「関ジャニ∞7人集合 元気が出る夏休み in 北海道」(企画映像) |        |            | 94:27 |
| 2.        | 「元気が出るSONG」(制作ドキュメント)                      |        |            | 25:54 |
| 合計時間: | 合計時間:                                                 | 120:21 |            |       |

#### 初回限定盤B
| #         | タイトル                                        | 作詞  | 作曲・編曲 | 時間  |
| --------- | ----------------------------------------------- | ----- | ---------- | ----- |
| 1.        | 「関ジャニ∞7人集合 元気が出る運動会」(企画映像) |       |            | 78:48 |
| 合計時間: | 合計時間:                                       | 78:48 |            |       |

## タイアップ
※表記は発売順
- 言ったじゃないか
  - TBS系日曜劇場『ごめんね青春!』主題歌[26]
- CloveR
  - 東宝配給映画『クローバー』主題歌[24]
- がむしゃら行進曲
  - 日本テレビ系土曜ドラマ『地獄先生ぬ〜べ〜』主題歌[22]
- 強く 強く 強く
  - 日本テレビ系土曜ドラマ『ドS刑事』主題歌[23]
- 前向きスクリーム!
  - 大塚製薬『オロナミンC』CMソング[25]

## 楽曲提供者
※表記は曲順通り。

### アーティスト作
- OKAMOTO'S
  - オカモトショウ
    - 「勝手に仕上がれ」（作詞・作曲）

  - オカモトレイジ
    - 「勝手に仕上がれ」（作曲）

  - OKAMOTO'S
    - 「勝手に仕上がれ」（編曲）
- 谷口鮪（KANA-BOON）
  - 「ナントカナルサ」（作詞・作曲）
- 宮藤官九郎（グループ魂）
  - 「言ったじゃないか」（作詞）
- 峯田和伸（銀杏BOYZ）
  - 「言ったじゃないか」（作曲）
- 山口隆（サンボマスター）
  - 「ふりむくわけにはいかないぜ」（作詞・作曲）

### メンバー作
- 渋谷すばる
  - 「韻踏ィニティ」（作詞）
  - 「スペアキー」（作詞）
- 村上信五
  - 「バリンタン」（作詞）
- 安田章大
  - 「バリンタン」（作曲）
  - 「my store 〜可能性を秘めた男たち〜」（作詞）[注 2][注 3]
- 関ジャニ∞
  - 「元気が出るSONG」（作詞・作曲）
- 錦戸亮
  - 「元気が出るSONG」（編曲）
  - 「バナナジュース」（作詞）[注 3]
- 丸山隆平
  - 「my store 〜可能性を秘めた男たち〜」（作詞・作曲）[注 2][注 3]
- 大倉忠義
  - 「my store 〜可能性を秘めた男たち〜」（作詞）[注 2][注 3]

## 参加ミュージシャン
- アルバムクレジットより。
- シングル曲は該当ページを参照。

High Spirits
- Drums：大倉忠義
- E.Bass：丸山隆平
- E.Guitar：安田章大
- E.Guitar：錦戸亮
- B.Harp：渋谷すばる
- Organ：村上信五
- Trumpet：横山裕
- all other instruments：Peach

勝手に仕上がれ

韻踏ィニティ
- E.Guitar / E.Bass / all other instruments：久米康嵩

バリンタン
- Drums：濵﨑大地
- E.Bass：柳野裕孝
- E.Guitar：佐々木貴之
- Trombone：桑迫陽一
- all other instruments：野間康介
- Special Thanks：バリンタンファミリーコーラス隊

スペアキー
- Drums：濵﨑大地
- E.Bass：前原利次
- A.Piano：YANCY
- Strings：今野均ストリングス
- A&E.Guitar / all other instruments：大西省吾

ナイナイアイラブユー
- Drums：濵﨑大地
- E.Bass：前原利次
- A.Piano：YANCY
- Trumpet：YOKAN
- E.Guitar / all other instruments：久米康嵩

WASABI
- Drums：ターキー
- E.Bass：高間有一
- A&E.Guitar：高慶"CO-K"卓史
- all other instruments：野間康介

ナントカナルサ
- Drums：小柳"Cherry"昌法（LINDBERG）
- E.Bass：前原利次
- E.Guitar / all other instruments：大西省吾

ふりむくわけにはいかないぜ
- Drums / Percussion：濵﨑大地
- E.Bass：前原利次
- E.Guitar / all other instruments：Peach

元気が出るSONG
- E.Bass：前原利次
- Strings：雨宮麻未子ストリングス
- A&E.Guitar / all other instruments：Peach

my store 〜可能性を秘めた男たち〜
- Drums：小柳"Cherry"昌法（LINDBERG）
- E.Bass：前原利次
- E.Guitar / all other instruments：高橋浩一郎

バナナジュース
- Drums：濵﨑大地
- E.Bass：前原利次
- A.Piano：佐藤真吾
- Trumpet / Tb. / A&T&B.Sax：YOKAN
- E.Guitar / all other instruments：大西省吾

渇いた花
- B.Harp：渋谷すばる
- A.Piano：村上信五
- Drums：小柳"Cherry"昌法（LINDBERG）
- E.Bass：前原利次
- E.Guitar：Peach

LOVE & KING
- Chorus：こさかりょうこ
- Chorus：越尾さくら
- E.Guitar / all other instruments：Peach

## 収録作品
※シングル曲は各ページを参照。

### アルバム
勝手に仕上がれ

WASABI
- 2ndベストアルバム『GR8EST』（201∞限定盤 特典CD）

※メドレーの1曲として収録。

### 映像作品

#### ライブ映像
High Spirits
- 14thライブDVD/Blu-ray『関ジャニ∞の元気が出るLIVE!!』
- 39thシングル『奇跡の人』（期間限定盤 特典DVD）
- 17thライブDVD/Blu-ray『関ジャニ'sエイターテインメント ジャム』
- 23rdライブBlu-ray/DVD『超ARENA TOUR 2024 SUPER EIGHT』（完（CAN）全生産限定盤 特典Blu-ray/DVD）

※完（CAN）全生産限定盤・初回限定盤の『SUPER EIGHTアプリ』限定配信特典にも収録。
- 24thライブBlu-ray/DVD『超DOME TOUR 二十祭』

勝手に仕上がれ

韻踏ィニティ
- 14thライブDVD/Blu-ray『関ジャニ∞の元気が出るLIVE!!』

バリンタン
- 14thライブDVD/Blu-ray『関ジャニ∞の元気が出るLIVE!!』

スペアキー
- 渋谷ソロ2ndライブDVD/Blu-ray『渋谷すばる LIVE TOUR 2016 歌』

※渋谷がソロで披露。

ナイナイアイラブユー
- 19thライブDVD/Blu-ray『十五祭』

WASABI
- 14thライブDVD/Blu-ray『関ジャニ∞の元気が出るLIVE!!』
- 17thライブDVD/Blu-ray『関ジャニ'sエイターテインメント ジャム』
- 44thシングル『Re:LIVE』（期間限定盤B 特典DVD）
- 24thライブBlu-ray/DVD『超DOME TOUR 二十祭』

ナントカナルサ
- 14thライブDVD/Blu-ray『関ジャニ∞の元気が出るLIVE!!』
- 17thライブDVD/Blu-ray『関ジャニ'sエイターテインメント ジャム』
- 44thシングル『Re:LIVE』（期間限定盤B 特典DVD）
- 22ndライブBlu-ray/DVD『KANJANI∞ DOME LIVE 18祭』

※初回限定盤Aの特典Blu-ray/DVDにも収録。
- 50thシングル『アンスロポス』（初回限定「冬」盤 特典Blu-ray/DVD）

ふりむくわけにはいかないぜ
- 14thライブDVD/Blu-ray『関ジャニ∞の元気が出るLIVE!!』
- 44thシングル『Re:LIVE』（期間限定盤B 特典DVD）
- 50thシングル『アンスロポス』（初回限定「炎」盤 特典Blu-ray/DVD）

元気が出るSONG
- 14thライブDVD/Blu-ray『関ジャニ∞の元気が出るLIVE!!』

my store 〜可能性を秘めた男たち〜
- 14thライブDVD/Blu-ray『関ジャニ∞の元気が出るLIVE!!』

バナナジュース
- 14thライブDVD/Blu-ray『関ジャニ∞の元気が出るLIVE!!』
- 錦戸ソロ6thライブBlu-ray/DVD『錦戸亮 LIVE TOUR 2024 "NOMADOFNOWHERE"』

※錦戸がソロで披露。
※特別仕様Untitled盤の特典Blu-ray/DVDにも収録。
※特別仕様Untitled盤・通常盤の特典CDにはライブ音源を収録。

LOVE & KING
- 14thライブDVD/Blu-ray『関ジャニ∞の元気が出るLIVE!!』
- 18thライブDVD/Blu-ray『関ジャニ'sエイターテインメント GR8EST』

## 関連ライブ
- 関ジャニ∞の元気が出るLIVE!!（2015年12月13日 - 2016年1月17日、全14公演）